# Ričardas Žurinskas
Ričardas Žurinskas (* 19. September 1962 in Klaipėda) ist ein litauischer Politiker.

## Leben
Nach dem Abitur 1980 in der 5. Mittelschule Klaipėda studierte Ričardas Žurinskas an der Hochschule für Ingenieurschiffswesen Kaliningrad. Ab 1986 war er der dritte Gehilfe des Kapitäns  der Basis „Okeanrybflot“ in Klaipėda und danach Gehilfe des leitenden Kapitäns im litauischen Unternehmen „Jūra“. Von 1992 bis 1993 war er Mitglied im Seimas.
Von 1989 bis 1999 war Ričardas Žurinskas Mitglied der LDDP.
Ričardas Žurinskas ist verheiratet. Mit Frau Gitana hat er den Sohn Mažvydas und die Tochter Alvita.